# If I Should Fall From Grace With God
If I Should Fall From Grace With God är ett musikalbum av gruppen The Pogues som utgavs 1988 av Stiff Records. Iain McKell tog omslagsfotografiet.

## Låtlista
1. "If I Should Fall From Grace With God" (Shane MacGowan) - 2:21
2. "Turkish Song of the Damned" (Jem Finer/Shane MacGowan) - 3:28
3. "Bottle of Smoke" (Jem Finer/Shane MacGowan) - 2:47
4. "Fairytale of New York" (Jem Finer/Shane MacGowan) - 4:37
5. "Metropolis" (Jem Finer) - 2:51
6. "Thousands Are Sailing" (Philip Chevron) - 5:29
7. "South Australia" (trad.) - 3:28
8. "Fiesta" (Jem Finer/Lindt Kotscher/Shane MacGowan) - 4:13
9. "Medley: The Recruiting Sergeant/The Rocky Road to Dublin/The Galway Races" (trad.) - 4:02
10. "Streets of Sorrow/Birmingham Six" (Shane MacGowan/Terry Woods) - 4:39
11. "Lullaby of London" (Shane MacGowan) - 3:32
12. "The Battle March Medley" (Shane MacGowan) - 4:10
13. "Sit Down by the Fire" (Shane MacGowan) - 2:18
14. "The Broad Majestic Shannon" (Shane MacGowan) - 2:55
15. "Worms" (trad.) - 1:03